# 2014 a sportban
2014 a sportban a 2014-es év fontosabb sporteseményeit tartalmazza az alábbiak szerint:

## Események

### Január
- január 3. – Ománban véget ér az ifjúsági vitorlás világbajnokság, ahol Laser Radial hajóosztályban Vadnai Benjamin világbajnoki címet szerzett. (Öccse, Vadnai Jonatán az ötödik helyen végzett, a 17 éven aluliak között pedig bronzérmes lett.)[1]
- január 5–18. – 2014-es Dakar-rali, Chile–Argentína.
- január 11–12. – A gyorskorcsolyázók összetett Európa-bajnoksága a norvégiai Hamarban,[2] ahol a magyar színeket képviselő Nagy Konrád a 22. helyet szerezte meg.[3]
- január 12–26. – 2014-es férfi kézilabda-Európa-bajnokság, Dánia.
- január 13. – A Zürichben tartott FIFA Aranylabda díjátadó gálán Cristiano Ronaldo és Nadine Angerer nyerik meg a 2013-as év legjobb játékosaiként az Aranylabdát. (A legszebb gólért járó Puskás-díjat Zlatan Ibrahimović kapta.)[4]
- január 13–19. – Budapesten rendezik a 2014-es műkorcsolya- és jégtánc-Európa-bajnokságot.[5]
- január 13–26. – 2014-es Australian Open, Melbourne, Ausztrália.
- január 16. – Az olasz Anna Cappellini, Luca Lanotte duó nyeri a jégtáncosok versenyét a budapesti Syma-csarnokban zajló műkorcsolya- és jégtánc-Európa-bajnokságon. (Az orosz Jelena Iljinih, Nyikita Kacalapov páros a második, a brit Penny Coomes, Nicholas Buckland páros pedig a harmadik helyen zárt. A Turóczi Dóra, Major Balázs kettős a 21. helyen végez.)[6]
- január 17–19. – 2014-es rövidpályás gyorskorcsolya Európa-bajnokság a németországi Drezdában.
- január 17.
  - A 15 esztendős Julija Lipnyickaja révén orosz sikerrel zárul a nők versenye a budapesti műkorcsolya- és jégtánc-Európa-bajnokságon. (A kontinensviadal mezőnyének legfiatalabb versenyzője magabiztosan utasította maga mögé honfitársát, a 2011-ben junior-világbajnok Agyelina Szotnyikovát és az ötszörös Európa- és egyszeres világbajnok, egyben címvédő olasz Carolina Kostnert.)[7]
  - A Drezdában zajló rövidpályás gyorskorcsolya Európa-bajnokság 1 500 méteres egyéni versenyében Heidum Bernadett a 2., Kónya Zsófia pedig a 3. helyen zár. Ugyanitt Keszler Andrea a 34., míg a férfiaknál Liu Shaolin Sándor a 11., Knoch Viktor pedig a 18. helyen végez.[8]
- január 18. – A címvédő, 22 esztendős spanyol Javier Fernández nyeri a férfiak versenyét a budapesti műkorcsolya- és jégtánc-Európa-bajnokságon. (Az ezüstérmet az orosz Szergej Voronov, míg a bronzérmet honfitársa, Konsztantyin Mensov szerezte meg. Forgó Kristóf a 30. helyen zárt.)[9]
- január 19.
  - A harmadik helyen végez a Heidum Bernadett, Keszler Andrea, Kónya Zsófia, Lajtos Szandra összeállítású magyar 3000 méteres váltó a Drezdában zajló rövid pályás gyorskorcsolya Európa-bajnokságon. (Heidum Bernadett 1000 méteren, a 3000 méteres szuperdöntőben és így az összetettben is negyedik lett, míg Kónya Zsófia összetettben hatodikként zárt. A Knoch, Liu Shaolin, Béres, Oláh összetételű férfi 5000 méteres váltó nem jutott be a döntőbe, összetettben az ötödik helyen végzett.)[8][10]
  - Az orosz Tatjana Voloszozsar, Makszim Tranykov duó megvédi címét párosban a műkorcsolya- és jégtánc-Európa-bajnokság záró napján. (Honfitársaik, a Kszenija Sztolbova, Fedor Klimov kettős a második, míg a Vera Bazarova, Jurij Larionov alkotta páros a harmadik helyen végzett.)[11]
- január 25. – Juan Mata elmegy a Chelsea FC-től, és a Manchester United FC-hez igazol.[12]

### Február

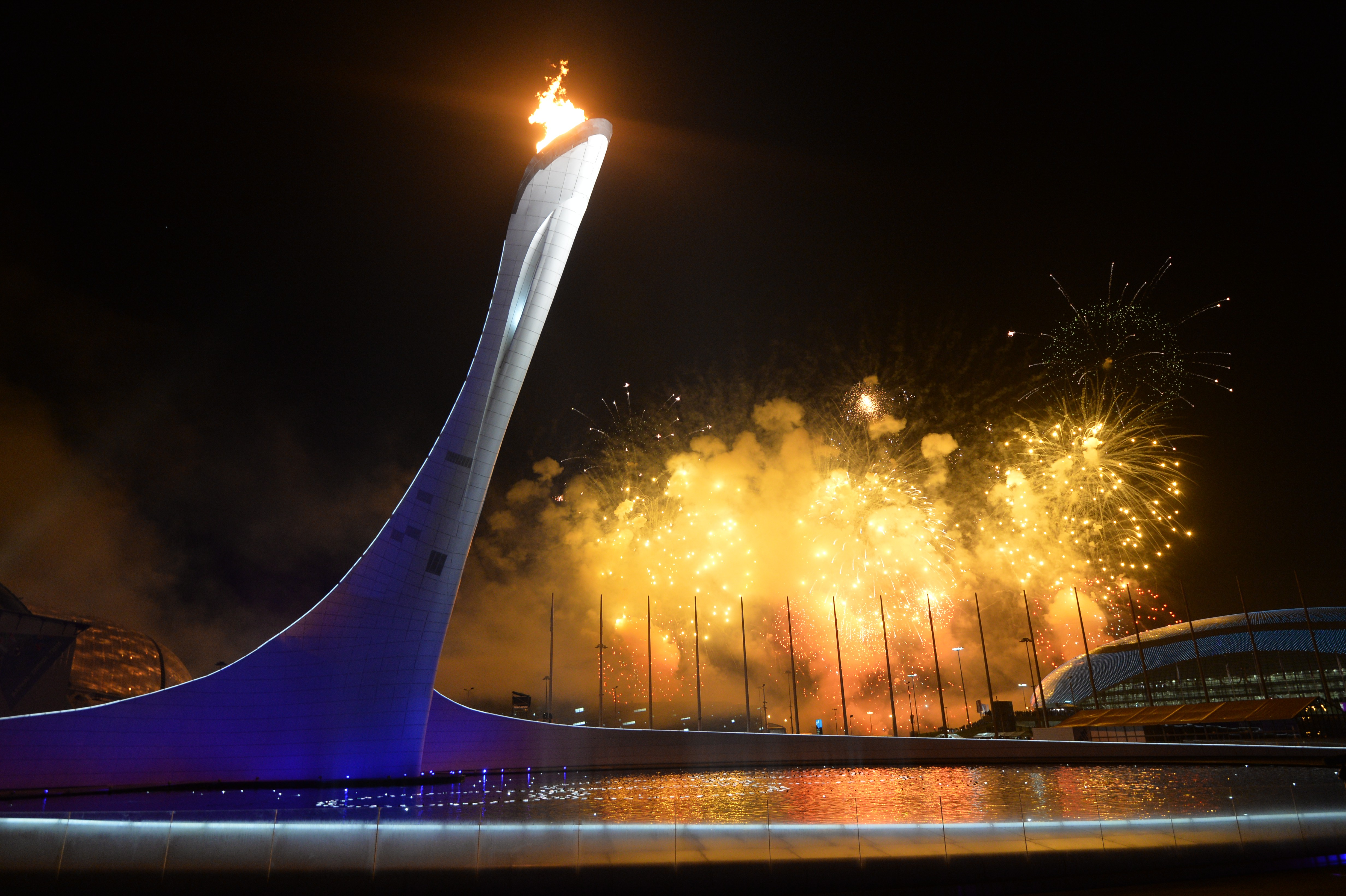
Az olimpiai láng

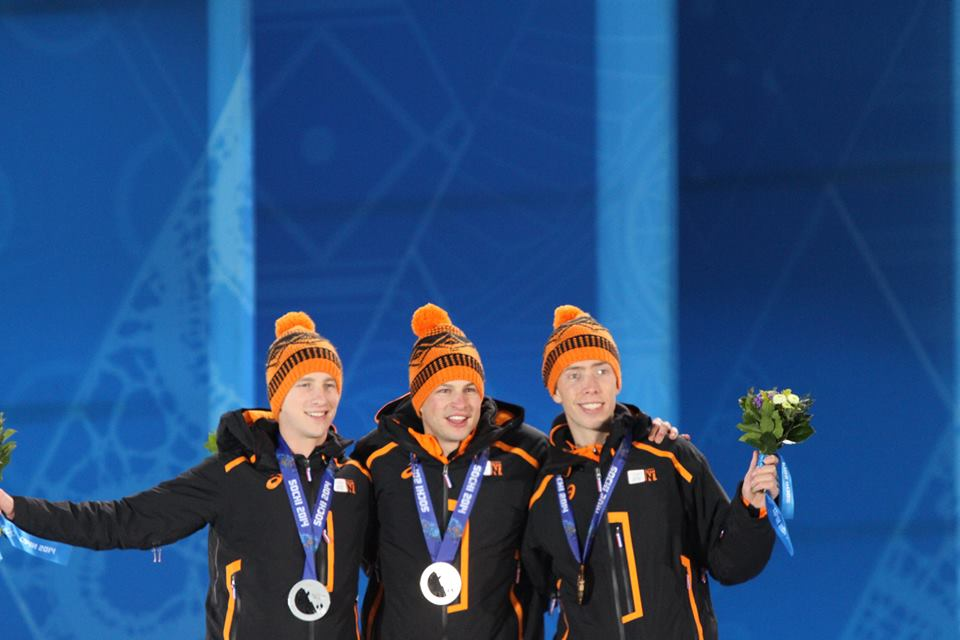
A férfi 5000 m-es gyorskor-
csolya érmesei: Sven Kramer,
Jan Blokhuijsen, Jorrit Bergsma

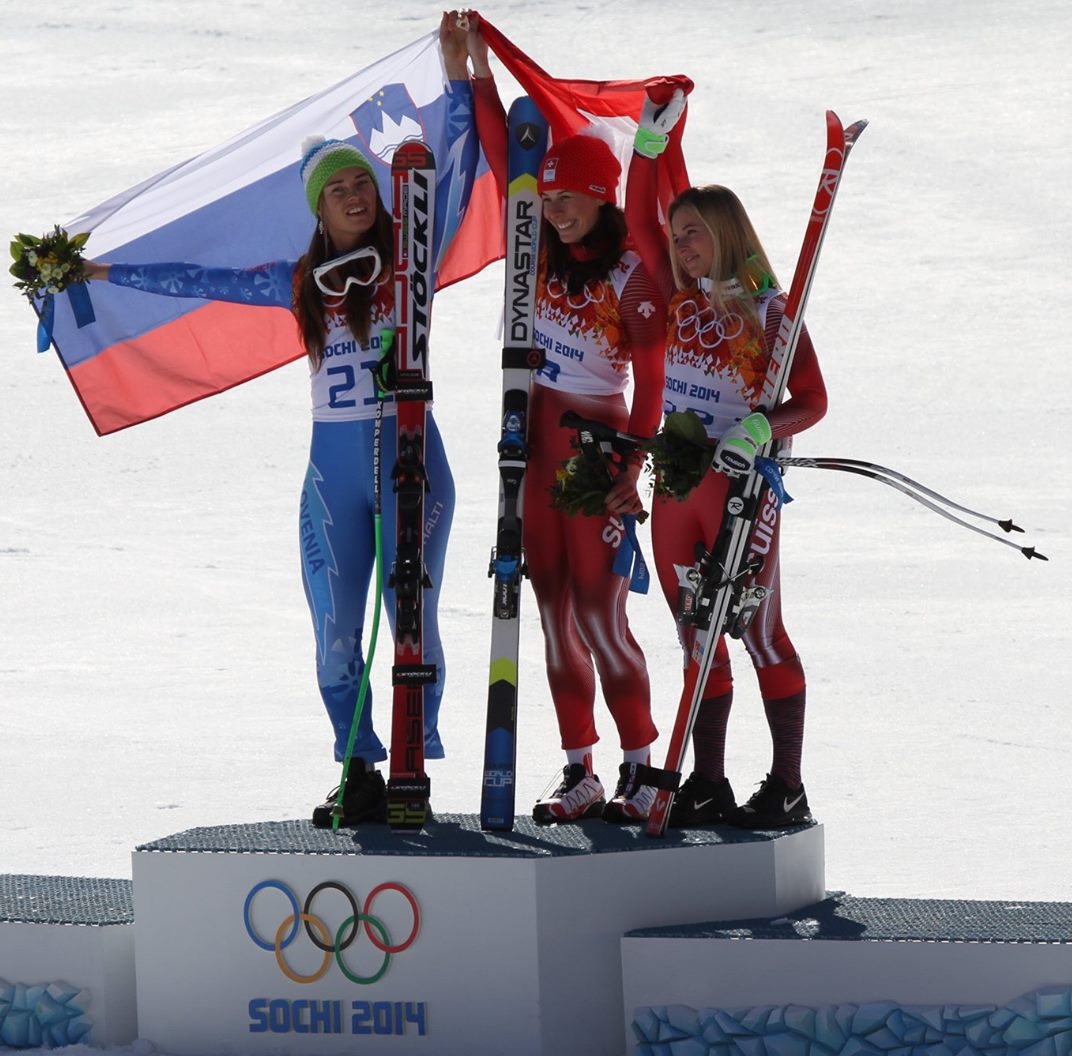
A dobogón a női alpesi sízők: Tina Maze, Dominique Gisin és
Lara Gut

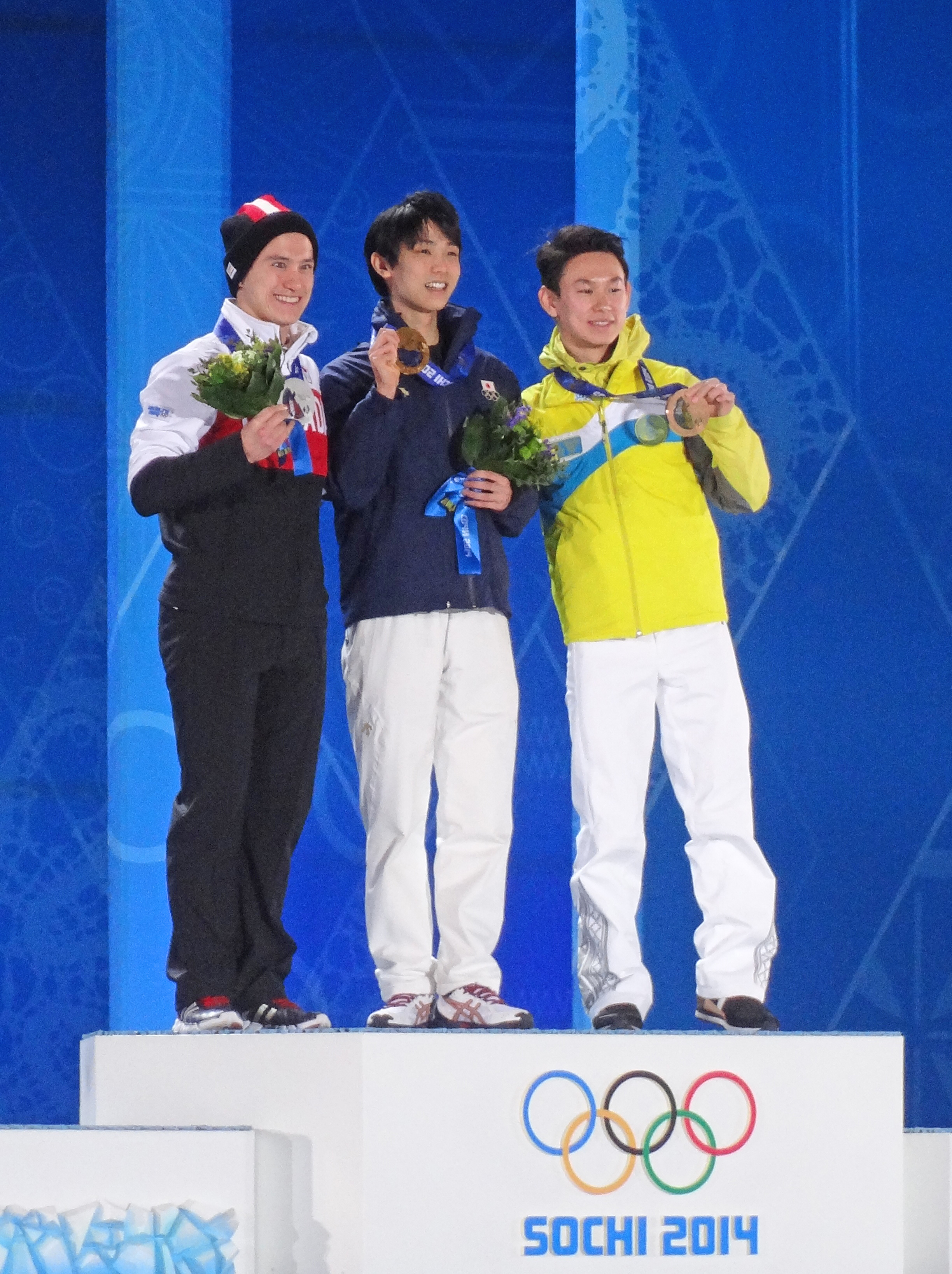
A férfi műkorcsolyázók döntő-
sei: Gyenyisz Tyen, Hanjú Juzuru
és Partick Chan

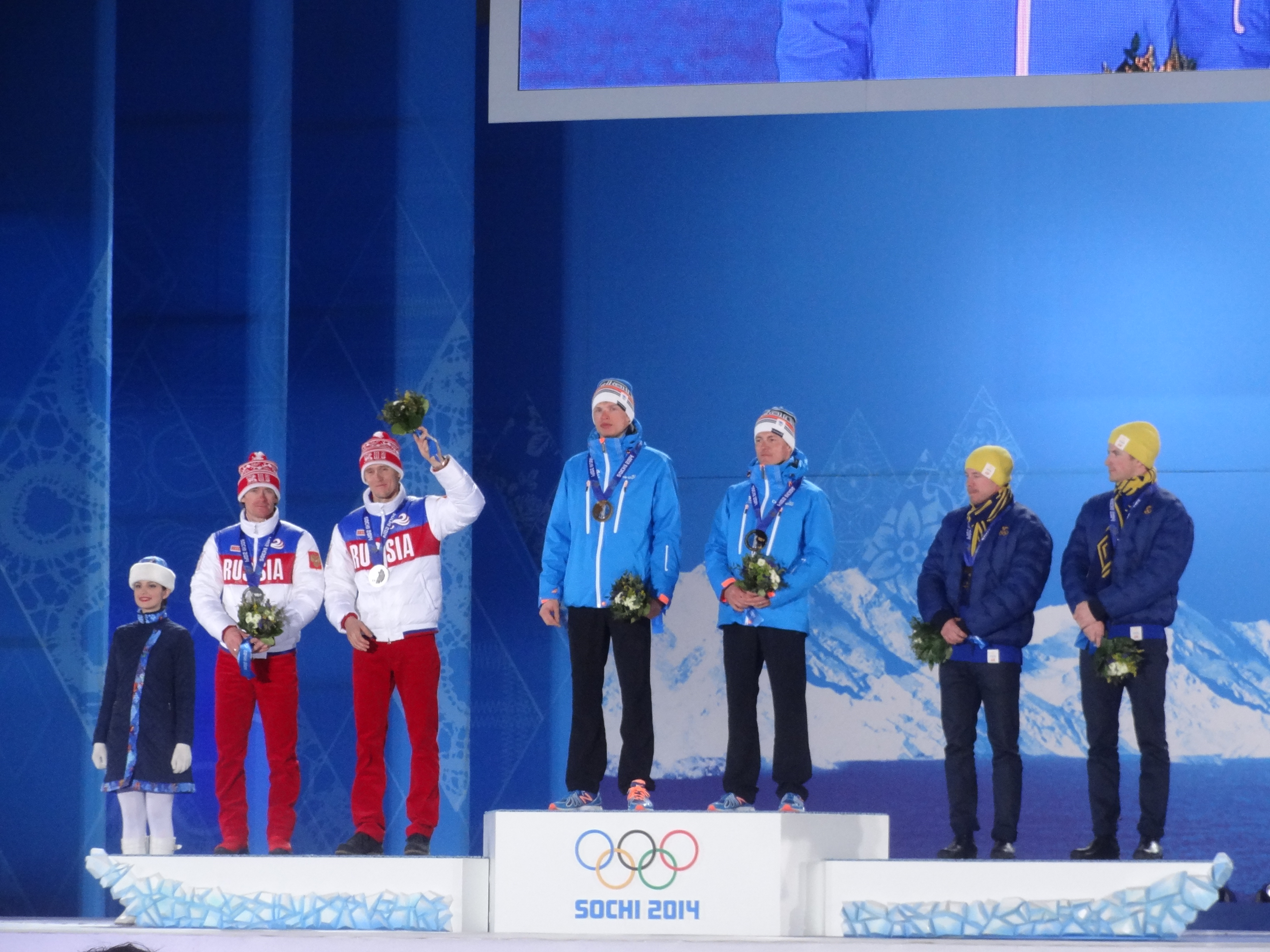
A férfi sífutók klasszikus stílusú csapatsprintjének helyezettjei, az orosz, a finn és a svéd kettős

- február 2. – Super Bowl XLVII, East Rutherford, New Jersey.
- február 7–23. – Az oroszországi Szocsiban rendezik meg a 2014. évi téli olimpiai játékokat.
- február 10. – A szocsi téli olimpián:
  - A női alpesi sízők szuperkombinációját a címvédő német Maria Höfl-Riesch nyeri, az osztrák Nicole Hosp és az amerikai Julia Mancuso előtt. (A magyarok közül Miklós Edit a 16. helyen végzett, Berecz Anna 21. lett.)[13]
  - A férfi rövid pályás gyorskorcsolyázók 1500 méteres döntőjében a kanadai Charles Hamelin végez az első helyen a kínai Han Tian-ju és az orosz Viktor An előtt. (A magyar versenyzők már a selejtezőben kiestek, Liu Shaolin Sándor a 20., Béres Bence a 33. , míg Knoch Viktor a 34. helyen zárt.)[14]
  - A férfi sílövők 12,5 kilométeres üldözéses versenyét a francia Martin Fourcade nyeri a cseh Ondřej Moravec és a francia Jean-Guillaume Béatrix előtt.[15]
  - Hármas holland siker születik férfi 500 méteres gyorskorcsolyában, ahol a győzelmet Michel Mulder szerezi meg Jan Smeekens és Ronald Mulder előtt. (Az első és harmadik helyezett ikertestvére egymásnak.)[16]
  - A férfi síakrobaták mogul versenyszámát a címvédő kanadai Alex Bilodeau nyeri honfitársa, Mikael Kingsbury és az orosz Alekszandr Szmisljajev előtt.[17]
- február 11. – A szocsi téli olimpián:
  - A női síakrobaták lejtő versenyszámában a kanadai Dara Howell végez az első helyen, megelőzve az amerikai Devin Logant és a kanadai Kim Lamarre-t.[18]
  - A női sífutók szabad stílusú sprintversenyének döntőjében az aranyérmet a norvég Maiken Caspersen Falla szerzi meg honfitársnője, Ingvild Flugstad Østberg és a szlovén Vesna Fabjan előtt.[19] (A hatvanhét induló között Simon Ágnes – egy török versenyzőt megelőzve – utolsó előttiként, a 66. helyen végez.)[20]
  - A norvég Ola Vigen Hattestad végez az első helyen a férfi sífutók szabad stílusú sprintversenyének döntőjében a két svéd, Teodor Peterson és Emil Jönsson előtt.[21] (A nyolcvannégy induló között Szabó Milán – tizenegy versenyzőt megelőzve – a 73. helyen zárt.)[22]
  - A női sílövők üldözéses versenyét a fehérorosz Darja Domracsava nyeri, a norvég Tora Berger és a szlovén Teja Gregorin előtt.[23]
  - Megvédve olimpiai bajnoki címét – ugyanakkor olimpiai rekorddal – a dél-koreai Li Szang Hva végez az első helyen a női gyorskorcsolyázók 500 méteres versenyszámában, maga mögé utasítva az orosz Olga Fatkulinát és a holland Margot Boert.[24]
  - Kettős német sikerrel záródik a női szánkósok versenye Natalie Geisenberger és Tatjana Hüfner révén, míg a harmadik helyen az amerikai Erin Hamlin végez.[25]
  - A svájci Iouri Podladtchikov győzelmével ér véget a férfi hódeszkások félcső döntője. (A mindössze 15 éves japán Hirano Ajumu végzett a második helyen, a szintén japán Hiraoka Taku pedig a bronzérmet szerezte meg. A kétszeres olimpiai bajnok Shaun White csak negyedik lett.)[26]
  - A női síugrók normálsáncversenyén a német Carina Vogt végez az első helyen az osztrák Daniela Iraschko-Stolz és a francia Coline Mattel előtt.[27]
- február 12. – A szocsi téli olimpián:
  - A női alpesi sízők lesiklóversenyét holtversenyben a szlovén Tina Maze és a svájci Dominique Gisin nyeri a svájci Lara Gut előtt, míg a magyar Miklós Edit a hetedik helyen végez.[28]
  - A német Eric Frenzel – 76 méteres ugrással – szerzi meg az aranyérmet a sízők egyéni északi összetettjében, az ezüstérem a japán Vatabe Akito, míg a bronzérem a norvég Magnus Krog nyakába kerül.[29]
  - A holland Stefan Groothuis győzelmével ér véget a férfi gyorskorcsolyázók 1000 méteres versenye. (A holland, aki 2012-ben világbajnoki címet szerzett ebben a számban, mindössze négy századdal bizonyult gyorsabbnak a kanadai Denny Morrisonnál. A bronzérmet honfitársa, Michel Mulder szerezte meg.)[30]
  - A német Tobias Wendl, Tobias Arlt páros nyeri a férfi kettes szánkósok futamát az osztrák Andreas Linger, Wolfgang Linger és a lett Andris Šics, Juris Šics kettőst előtt.[31]
  - Az amerikai Kaitlyn Farrington végez az első helyen a hódeszkában a nők félcsöves versenyén. (Az amerikai mindössze negyed ponttal szerezte meg az aranyérmet, az ausztrál Torah Bright és honfitársa, Kelly Clark előtt.)[32]
  - A műkorcsolyázó párosok versenyét a világbajnoki címvédő orosz Tatyjana Voloszozsar, Makszim Tranykov duó nyeri honfitársaik Kszenyija Sztolbova és Fjodor Klimov, illetve a német Aliona Savchenko, Robin Szolkowy páros előtt.[33]
- február 13. – A szocsi téli olimpián:
  - Joss Christensen nyeri a férfi síakrobaták lesikló stílus számának döntőjét. (A dobogó másik két fokára is amerikai állhatott fel Gus Kenworthy és Nicholas Goepper révén.)[34]
  - A női sífutók 10 km-es klasszikus stílusú versenyében a lengyel Justyna Kowalczyk szerzi meg az első helyet a svéd Charlotte Kalla és a norvég Therese Johaug előtt. (A magyar Simon Ágnes a 69. helyen végzett.)[35]
  - A kínai Li Csien-rou aranyérmet szerez a női rövidpályás gyorskorcsolyázók 500 méteres számában, megelőzve az olasz Arianna Fontanát és a dél-koreai Pak Szunghit. (Keszler Andrea a 28. helyen zárt.)[36]
  - A kínai Csang Hung végez az első helyen a női gyorskorcsolyázók 1000 méteres versenyszámában, míg a dobogó másik két fokára a holland Ireen Wüst, és honfitársa, Margot Boer áll fel.[37]
  - A férfi sílövők 20 kilométeres versenyét a francia Martin Fourcade nyeri a német Erik Lesser és az orosz Jevgenyij Garanyicsev előtt. (A nyolcvankilenc induló közül Gombos Károly a 88. helyen ért célba.)[38]
  - Jevgenyij Pljuscsenko orosz olimpiai bajnok műkorcsolyázó bejelenti visszavonulását.[39]
  - A szánkósok váltóversenyét a német Felix Loch, Natalie Geisenberger, Tobias Arlt, Tobias Wendl összeállítású csapat nyeri, maga mögé utasítva az oroszokat és a letteket. (Ez a szám először szerepelt a játékok műsorán.)[40]
- február 14. – A szocsi téli olimpián:
  - A férfi sífutók klasszikus stílusú 15 kilométeres versenyében a svájci Dario Cologna végez az első helyen a két svéd, Johan Olsson és Daniel Rickardsson előtt. (Szabó Milán a 78. helyen végzett.)[41]
  - Alpesi síben a férfi szuperkombináció aranyérmét a svájci Sandro Viletta szerezi meg a horvát Ivica Kostelić és az olasz Christof Innerhofer előtt.[42]
  - A női sílövők 15 kilométeres versenyét a fehérorosz Darja Domracsava nyeri a svájci Selina Gasparin és az ugyancsak fehérorosz Nagyezsda Szkardino előtt. (A magyar Szőcs Emőke a 70. helyen végzett.)[43]
  - A brit Elizabeth Yarnold végez az első helyen a női szkeletonosok versenyében, megelőzve az amerikai Noelle Pikus-Pace-t, valamint az orosz Jelena Nyikityinát.[44]
  - A fehérorosz Alla Cuper győzelmével ér véget a női síakrobaták ugrás versenyszáma, a második a kínai Hszü Meng-tao, a harmadik helyen pedig a címvédő ausztrál Lydia Lassila végez. (A 34 éves fehérorosz versenyzőnek ez volt az ötödik olimpiája.)[45]
  - A férfi műkorcsolyázók  versenyében az aranyérmet a japán Hanjú Juzuru szerezi meg a kanadai Partick Chan és a kazah Gyenyisz Tyen előtt. (A román színekben induló csíkszeredai születésű Kelemen Zoltán a 23. helyen zárt.)[46]
- február 14–16. – 2014-es madridi műugró-Grand Prix-verseny.[47]
- február 15. – A szocsi téli olimpián:
  - A női alpesi sízők szuperóriás-műlesiklását az osztrák Anna Fenninger nyeri a német Maria Höfl-Riesch és az ugyancsak osztrák Nicole Hosp előtt. (A magyarok közül Miklós Edit az előkelő 15., Berecz Anna pedig a 28. helyen végzett.)[48]
  - A férfi rövidpályás gyorskorcsolyázók 1000 méteres számának döntőjében két orosz végez az élen Viktor An és Vlagyimir Grigorjev révén, míg a harmadik helyen a holland Sjinkie Knegt végez. (Liu Shaolin Sándor összesítésben a 16., Knoch Viktor a 18., míg Béres Bence a 26. helyen zárt.)[49]
  - A női sífutók 4 × 5 km-es váltóversenyét az Ida Ingemarsdotter, Emma Wiken, Anna Haag, Charlotte Kalla összeállítású svéd csapat nyeri a finnek és a németek előtt.[50]
  - A női rövidpályás gyorskorcsolyázók 1500 méteres versenyében a kínai Csou Jang végez az első helyen, mögötte a dél-koreai Sim Szukhi és az olasz Arianna Fontana. (Heidum Bernadett a B-döntőben a 4. lett, így összesítésben a 9., míg Kónya Zsófiát a 30. helyre rangsorolták.)[51]
  - A férfi gyorskorcsolyázók 1500 méteres versenyében a lengyel Zbigniew Bródka végez az első helyen, a mindössze három ezreddel lemaradó holland Koen Verweij és a kanadai Denny Morrison előtt. (Nagy Konrád a 26. lett.)[52]
  - Az orosz Alekszandr Tretyjakov fölényes győzelmével ér véget a férfi szkeletonosok versenye. (A 2010-ben bronzérmes orosz 81 századot vert a második helyen végző, lett Martins Dukursra. A harmadik helyen az amerikai Matthew Antoine végzett.)[53]
  - A lengyel Kamil Stoch győzelmével zárul a férfi síugrók nagysáncversenye, a második helyen a japán Kaszai Noriaki végez, míg a szlovén Peter Prevc a harmadik helyet szerzi meg.[54]
- február 16. – A szocsi téli olimpián:
  - A férfi alpesi sízők szuperóriás-műlesiklását a norvég Kjetil Jansrud nyeri, az amerikai Andrew Weibrecht, illetve a harmadik helyen századra azonos időt teljesítő amerikai Bode Miller és a kanadai Jan Hudece előtt.[55]
  - A cseh Eva Samková győzelmével ér véget a női snowboard cross versenye. (A dobogó másik két fokára a kanadai Dominique Maltais és a francia Chloé Trespeuch állhatott fel.)[56]
  - A Lars Nelson, Daniel Richardsson, Johan Olsson, Marcus Hellner összeállítású címvédő svéd férfi csapat nyeri a 4 × 10 km-es sífutóváltó versenyét az oroszok és a franciák előtt.[57]
  - Négyes holland győzelemmel és olimpiai csúccsal végződik a nők 1500 méteres gyorskorcsolyaversenye, Jorien ter Mors-szal az élen.[58]
- február 17. – A szocsi téli olimpián:
  - A női sílövők 12,5 km-es tömegrajtos versenyében a fehérorosz Darja Domracsava zár az első helyen. (Az ezüstérmes a cseh Gabriela Soukalová, a harmadik pedig a norvég Tiril Eckhoff lett.)[59]
  - Az oroszok első számú egysége, az Alekszej Vojevoda, Alekszandr Zubkov páros végez az első helyen a férfi kettes bobosok versenyét, maga mögé szorítva a svájciakat és az amerikaiakat.[60]
  - A jégtáncosok kűrjét követően az aranyérmet az amerikai Meryl Davis, Charlie White páros szerezi meg, megelőzve a kanadai Tessa Virtue, Scott Moir, illetve az orosz Jelena Ilinyih, Nyikita Kacalapov duót.[61]
  - A fehérorosz Anton Kusnyir győzelmével ér véget a férfi síakrobaták versenye, megelőzve az ausztrál David Morrist és a kínai Csia Cung-jangot.[62]
  - A férfi síugrók csapatversenyén az Andreas Wank, Marinus Kraus, Andreas Wellinger, Severin Freund összeállítású német csapat végez az első helyen, a címvédő osztrákok és a japánok előtt.[62]
- február 18. – A szocsi téli olimpián:
  - A francia Pierre Vaultier zár az első helyen a férfi snowboard cross döntőjében, ahol a második helyen az orosz Nyikolaj Oljunyin, a harmadikon az amerikai Alex Deibold végez.[63]
  - A női alpesi sízők óriás-műlesiklását a szlovén Tina Maze nyeri, az osztrák Anna Fenninger és a címvédő német Viktoria Rebensburg előtt. (A két magyar induló közül Berecz Anna a 48., míg Miklós Edit a 34. helyen zárt.)[64]
  - Dél-Korea csapata szerzi meg az olimpiai bajnoki címet a női rövidpályás gyorskorcsolyázók 3000 m-es váltó versenyében. (A Heidum Bernadett, Lajtos Szandra, Keszler Andrea, Kónya Zsófia összeállítású magyar női váltó a B-döntőben szerepelt, és ott a harmadik helyen zárt, ezért a hetedik pozícióban fejezte volna be szereplését, azonban az A-döntőben Kínát kizárták, így előre lépve a hatodik helyen végzett a magyar négyes.)[65]
  - A férfi sílövők 15 km-es tömegrajtos versenyében a norvég Emil Hegle Svendsen végez az első helyen, míg másodikként a francia Martin Fourcade, harmadikként pedig a cseh Ondřej Moravec végez.[66]
  - A norvég Jørgen Graabak szerzi meg az első helyet az északi összetett versenyzők Gundersen nagysánc-versenyében honfitársa, Magnus Moan és a német Fabian Rießle előtt.[67]
  - A férfi gyorskorcsolyázók 10 000 méteres versenyét – új olimpiai csúccsal – a holland Jorrit Bergsma nyeri, a honfitársait, Sven Kramert és Bob de Jongot megelőzve.[68]
  - A férfi síakrobaták félcsőversenyében az aranyérmet az amerikai David Wise szerezi meg a kanadai Mike Riddle és a francia Kévin Rolland előtt.[69]
- február 19. – A szocsi téli olimpián:
  - A férfi alpesi sízők óriás-műlesiklásában az amerikai Ted Ligety szerzi meg az első helyet két francia, Steve Missillier és Alexis Pinturault előtt. (Farkas Norbert az 50. helyen végzett.)[70]
  - A férfi hódeszkások párhuzamos óriás-műlesikló viadalát az orosz Vic Wild nyeri, míg a nőknél a svájci Patrizia Kummer végez az első helyen. (Két kárpátaljai magyar is indult, egy a férfiaknál, egy nőknél, de nem jutottak tovább a selejtezőkből. Penyák József a 23., Csundák Annamari a 21. helyen végzett.)[71]
  - Az Ingvild Flugstad Østberg, Marit Bjørgen összeállítású női norvég csapat szerzi meg az aranyérmet a sífutók klasszikus stílusú csapatsprintjeinek döntőjében a finnek és a svédek előtt.[72]
  - A férfi sífutók klasszikus stílusú csapatsprintjét az Iivo Niskanen, Sami Jauhojärvi összeállítású finn csapat nyerti az oroszok és a svédek előtt.[73]
  - A cseh Martina Sáblíková végez az első helyen a női gyorskorcsolyázók 5000 méteres versenyében, mögötte két hollanddal, Ireen Wüsttel és Carien Kleibeuckerrel.[74]
  - A sílövők vegyes váltóinak versenyét a Tora Berger, Tiril Eckhoff, Ole Einar Bjørndalen, Emil Hegle Svendsen összeállítású norvég csapat nyeri a csehek és az olaszok előtt.[75]
  - Kanada győzelmével ér véget a női kettesbobosok versenye. (A Kaillie Humphries, Heather Moyse alkotta első számú egység a négy futam alapján egy tizeddel előzte meg az Egyesült Államok első csapatát.)[76]
- február 20. – A szocsi téli olimpián:
  - A francia Jean-Frédéric Chapuis győzelmével zárul a férfiak síkrossz versenyszáma, aki mellett két további honfitársa fért fel a dobogóra, Arnaud Bovolenta és Jonathan Midol.[77]
  - Az északi összetett csapatversenyében a Magnus Moan, Håvard Klemetsen, Magnus Krog, Jørgen Graabak összeállítású norvég négyes végez az első helyen, a németek és az osztrákok előtt.[78]
  - A női jégkorongtorna bronzmeccsen Svájc 4–3-ra nyer Svédország együttese ellen.[79]
  - Kanada nyeri a bajnoki címet a női curlingtornán 6–3-ra verve az előző két olimpián győztes svédeket.[80]
  - Az amerikai Maddie Bowman győzelmével ér véget a női síakrobaták félcsőversenyszáma, mögötte a francia Marie Martinoud és a japán Onozuka Ajana végez. (A versenyszám először szerepelt a játékok műsorán.)[81]
  - Az orosz Agyelina Szotnyikova végez az első helyen a női műkorcsolyában, megelőzve a címvédő dél-koreai Kim Jonát és az olasz Carolina Kostnert.[82]
- február 21. – A szocsi téli olimpián:
  - Kettős kanadai győzelemmel ér véget a női síkrosszosok döntője, Marielle Thompsoné lett az arany, a világbajnok Kelsey Serwáé pedig az ezüst. (A dobogó harmadik fokára a svéd Anna Holmlund állhatott.)[83]
  - A Vita Szemerenko, Julija Dzsima, Valj Szemerenko, Olena Pidrusna összeállítású ukrán csapat zár az első helyen a női sílövők 4 × 6 km-es váltóversenyében a címvédő oroszok és a norvégok előtt.[84]
  - Kanada győzelmével ér véget a férfi curlingtorna döntője, ahol – a sportág legutóbbi két olimpiai bajnoki címét is megnyerő ország – 9–3-ra nyert Nagy-Britannia ellen.[85] (Svédországé lett a bronzérem, miután 6–4-re megverte Kína együttesét.)[86]
  - A női alpesi sízők műlesiklásában az amerikai Mikaela Shiffrin diadalmaskodik, két osztrák, Marlies Schild és Kathrin Zettel előtt. (Berecz Anna a 35. helyen végzett.)[87]
  - Viktor An győzelmével zárul a férfiak 500 méteres rövidpályás gyorskorcsolya versenye, míg mögötte a kínai Vu Ta-csing és a kanadai Charle Cournoyer végez még a dobogón.[88]
  - A dél-koreai Pak Szeunghi végez az első helyen a női rövidpályás gyorskorcsolya 1000 méteren, megelőzve a kínai Fan Ko-hszint és honfitársát, Sim Szukhit.[89]
  - Oroszország – a Viktor An, Szemjon Jelisztratov, Vlagyimir Grigorjev, Ruszlan Zaharov összeállítású csapatával – megnyeri a férfiak 5000 méteres váltóversenyét rövidpályás gyorskorcsolyában.[90]
- február 21–23. – 2014-es rostocki műugró-Grand Prix-verseny.[91]
- február 22. – A szocsi téli olimpián:
  - A férfi snowboardosok párhuzamos műlesiklását az amerikaiból orosszá vált Vik Vajld nyeri, megelőzve a szlovén Žan Koširt és az osztrák Benjamin Karlt; míg a nőknél az osztrák Julia Dujmovits végez az élen két német, Anke Karstens és Amelie Kober előtt.[92]
  - A gyorskorcsolyázók női csapatversenyét – olimpiai csúccsal – a hollandok nyerik Marrit Leenstra, Jorien ter Mors és Ireen Wüst révén, míg az ezüstérmet a lengyelek, a bronzérmet pedig az oroszok szerzik meg.[93] A férfi csapatversenyt szintén a hollandok nyerik olimpiai csúccsal, de itt a dél-koreai csapaté lett a ezüstérem, míg a lengyelek a bronzérmet vihették haza.[94]
  - A férfi sílövők 4 × 7,5 km-es váltóversenyében az Alekszej Volnkov, Jevgenyij Usztyugov, Dmitrij Malisko, Anton Sipulin összeállítású orosz csapat végez az első helyen a németek és az osztrákok előtt.[95]
  - A férfi alpesi sízők műlesiklását az osztrák Mario Matt nyeri honfitársa, Marcel Hirscher és a norvég Henrik Kristoffersen előtt. (A magyar Farkas Norbert az első futam után még az 58. helyen állt, a másodikban azonban kiesett.)[96]
  - A finn jégkorong válogatott szerzi meg a bronzérmet a férfi jégkorongtornán, miután az Egyesült Államokat 5–0-ra legyőzi.[97]

### Március
- március 7–9. – 2014-es fedett pályás atlétikai világbajnokság, Sopot, Lengyelország
- március 7–16. – 2014. évi téli paralimpiai játékok, Szocsi, Oroszország
- március 15. – április 5. – 2014-es U17-es női labdarúgó-világbajnokság, Costa Rica
- március 16. – Formula–1 ausztrál nagydíj, Melbourne, az idény első futama
- március 30. – Formula–1 maláj nagydíj, Kuala Lumpur

### Április
- április 5–15. – 2014-es IIHF divízió II-es jégkorong-világbajnokság, Szerbia, Spanyolország
- április 6. – Formula–1 bahreini nagydíj, Szahír
- április 6–12. – 2014-es IIHF divízió III-as jégkorong-világbajnokság, Luxemburg
- április 19. – május 5. – 2014-es snooker-világbajnokság
- április 20. – Formula–1 kínai nagydíj, Sanghaj
- április 20–26. – 2014-es IIHF divízió I-es jégkorong-világbajnokság, Dél-Korea, Litvánia

### Május
- május 1–4. – 2014-es gatineau-i műugró-Grand Prix-verseny.[98]
- május 8–11. – 2014-es San Juan-i műugró-Grand Prix-verseny.[99]
- május 9–25. – 2014-es IIHF jégkorong-világbajnokság, Fehéroroszország
- május 9. – június 1. – 2014-es Giro d’Italia, Olaszország
- május 14. – Torinóban rendezik az Európa-liga döntőjét.
- május 15–18. – 2014-es guanajuatói műugró-Grand Prix-verseny.[100]
- május 11. – Formula–1 spanyol nagydíj, Barcelona
- május 24. – Lisszabonban rendezik az UEFA-bajnokok ligája döntőjét
- május 25. – Formula–1 monacói nagydíj, Monte-Carlo
- május 26. – június 8. – 2014-es Roland Garros, Párizs, Franciaország

### Június
- június 7. – július 14. – 2014-es vívó-Európa-bajnokság, Strasbourg
- június 8. – Formula–1 kanadai nagydíj, Montréal
- június 12. – július 13. – 2014-es labdarúgó-világbajnokság, Brazília
- június 13. – Nyolcvannyolc éves korában meghal Grosics Gyula, a Nemzet Sportolója, a legendás Aranycsapat kapusa.[101]
- június 22. – Formula–1 osztrák nagydíj, Spielberg
- június 23. – július 6. – 2014-es wimbledoni teniszbajnokság, Wimbledon, Nagy-Britannia

### Július
- július 1–6. – 2014-es junior műugró-Európa-bajnokság az olaszországi Bergamóban.[102]
- július 5–27. – 2014-es Tour de France, Franciaország
- július 6. – Formula–1 brit nagydíj, Silverstone
- július 10–13. – 2014-es gyorsasági kajak-kenu Európa-bajnokság, Brandenburg an der Havel, Németország
- július 10–15. – 2014-es öttusa-Európa-bajnokság, Székesfehérvár, Magyarország
- július 13–26. – 2014-es férfi vízilabda-Európa-bajnokság, 2014-es női vízilabda-Európa-bajnokság, Budapest, Magyarország
- július 15–20. – 2014-es műugró-világkupa a kínai Sanghajban.[103]
- július 17–23. – 2014-es vívó-világbajnokság, Kazany, Oroszország
- július 19–31. – 2014-es U19-es labdarúgó-Európa-bajnokság, Magyarország.[104]
- július 20. – Formula–1 német nagydíj, Hockenheim
- július 23. – A 2014-es nemzetközösségi játékok nyitónapja a skóciai Glasgowban.[105]
- július 27. – Formula–1 magyar nagydíj, Mogyoród

### Augusztus
- augusztus 1–3. – 2014-es bolzanói műugró-Grand Prix-verseny.[106]
- augusztus 1–14. – 41. férfi és 26. női sakkolimpia, Tromsø (Norvégia)[107]
- augusztus 3. – A 2014-es nemzetközösségi játékok zárónapja.[105]
- augusztus 10–17. – 2014-es atlétikai Európa-bajnokság, Zürich, Svájc
- augusztus 12. – 2014-es UEFA-szuperkupa, Cardiff
- augusztus 13–24. – 2014-es úszó-Európa-bajnokság, Berlin, Németország
- augusztus 16–28. – 2014. évi nyári ifjúsági olimpiai játékok, Nanking, Kína
- augusztus 23. – A 2014-es Vuelta a España nyitónapja.
- augusztus 24. – Formula–1 belga nagydíj, Spa
- augusztus 25. – A 2014-es US Open nyitónapja.
- augusztus 30. – A spanyolországi férfi kosárlabda-világbajnokság nyitónapja.

### Szeptember
- szeptember 3–21. – 2014-es férfi röplabda-világbajnokság, Lengyelország
- szeptember 7. – Formula–1 olasz nagydíj, Monza
- szeptember 8. – A 2014-es US Open zárónapja.
- szeptember 9–14. – 2014-es junior műugró-világbajnokság az oroszországi Penzában.[108]
- szeptember 14.
  - A 2014-es Vuelta a España zárónapja.
  - A spanyolországi férfi kosárlabda-világbajnokság zárónapja.
- szeptember 21. – Formula–1 szingapúri nagydíj, Szingapúr
- szeptember 23. – A 2014-es női röplabda-világbajnokság (Olaszország) nyitónapja.
- szeptember 27. – A 2014-es női kosárlabda-világbajnokság (Törökország) nyitónapja.

### Október
- október 5.
  - A törökországi női kosárlabda-világbajnokság zárónapja.
  - Formula–1 japán nagydíj (Szuzuka).
- október 12.
  - A olaszországi női röplabda-világbajnokság zárónapja.
  - Formula–1 orosz nagydíj, Szocsi
- október 17–19. – 2014-es szingapúri műugró-Grand Prix-verseny.[109]
- október 17–26. – WTA Finals 2014, Singapore[110]
- október 24–26. – 2014-es Kuala Lumpur-i műugró-Grand Prix-verseny.[111]

### November
- november 2. – Formula–1 amerikai nagydíj, Austin, Texas
- november 8–25. – Sakkvilágbajnoki döntő Magnus Carlsen és Visuvanádan Ánand között.
- november 9. – Formula–1 brazil nagydíj, São Paulo
- november 23. – Formula–1 abu-dzabi nagydíj, Abu-Dzabi, a világbajnokság utolsó futama

### December
- december 3–7. – rövid pályás úszó-világbajnokság, Doha, Katar
- december 6. – A dohai rövid pályás úszó-vb-n női 200 méter vegyesen Hosszú Katinka világcsúccsal (2:01,86) nyer, míg Verrasztó Evelyn a hatodik helyen végez a döntőben. Földházi Dávid a férfiak 100 méteres vegyesúszás középdöntőjében – 53,08-dal ugyan – megdönti Cseh László országos csúcsát, de mivel összetettben a tizedik helyen zár nem jut be a döntőbe.[112]
- december 7–21. – női kézilabda-Európa-bajnokság, Magyarország és Horvátország
- december 10–20 – FIFA-klubvilágbajnokság, Marokkó
- december 26–december 31. – Spengler-kupa, Davos, Svájc

## Halálozások

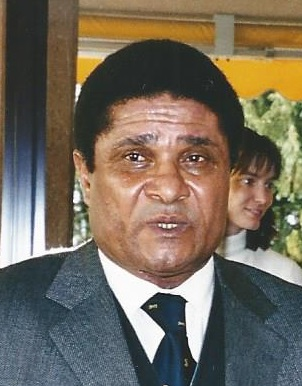
Eusébio

- január 5. – Eusébio, világbajnoki bronzérmes, BEK-győztes és aranylabdás portugál válogatott labdarúgó (* 1942)
- január 8. – Charles Casali, svájci válogatott labdarúgó, fedezet, edző (* 1923)
- január 12. – Török Gyula olimpiai bajnok (1960) magyar ökölvívó, edző (* 1938)
- január 14. – Eric Paterson olimpiai bajnok (1952) kanadai jégkorongozó (* 1929)
- január 16. – Rakaczki Bence magyar labdarúgó, a DVTK 20 éves kapusa (* 1993)
- január 21. – Georgi Szlavkov Aranycipős, bolgár válogatott labdarúgó. (* 1958)
- január 23. – Várady Béla magyar válogatott labdarúgó, edző, 1977-ben az európai Ezüstcipő nyertese (* 1953)
- január 25. – Sax Gyula, nemzetközi sakknagymester, sakkolimpiai bajnok, magyar bajnok (* 1951)
- február 1. – José Luis Aragonés Suárez Martínez spanyol labdarúgó és vezetőedző (* 1938)
- február 1. – Kökény József magyar labdarúgó (* 1940)
- február 2. – Karl Erik Bøhn norvég kézilabdázó, edző (* 1965)
- február 4. – Dennis Lota válogatott zambiai labdarúgó (* 1973)
- február 5. – Carlos Borges válogatott uruguayi labdarúgó (* 1932)
- február 8.
  - Maicon Pereira de Oliveira brazil labdarúgó (* 1988)
  - Philippe Mahut válogatott francia labdarúgó (* 1956)
- február 12. – Theodor Kleine, világbajnok és olimpiai ezüstérmes német kajakozó (* 1924)
- március 16. – Dzintars Krišjānis, olimpiai ezüstérmes szovjet-lett evezős (* 1958)
- március 27. – Augustin Deleanu, román válogatott labdarúgó (* 1944)
- április 10. – Felkai László, olimpiai és Európa-bajnok magyar vízilabdázó (* 1941)
- április 24. – Sandy Jardine, skót válogatott labdarúgó (* 1948)
- május 23. – Joel Camargo, világbajnok brazil válogatott labdarúgó (* 1946)
- május 31. – Marinho Chagas, brazil válogatott labdarúgó (* 1952)
- június 4. – Don Zimmer, World Series bajnok amerikai basabelljátékos, edző (* 1931)
- június 9. – Bob Welch, World Series bajnok amerikai baseballjátékos (* 1956)
- június 13. – Grosics Gyula labdarúgó, a Nemzet Sportolója, a legendás Aranycsapat kapusa (* 1926)
- június 19. – Ibrahim Touré, elefántcsontparti labdarúgó (* 1985)
- június 24. – David Taylor, skót sporttisztviselő, az Európai Labdarúgó-szövetség (UEFA) főtitkára (* 1954)
- július 14. – Horacio Troche, uruguayi válogatott labdarúgó, edző (* 1934)
- július 27. – Wallace Jones, olimpiai bajnok amerikai válogatott kosárlabdázó (* 1926)
- augusztus 5. – Németh Angéla, olimpiai és Európa-bajnok magyar atléta, gerelyhajító (* 1946)
- augusztus 15. – Ferdinando Riva, svájci válogatott labdarúgó-középpályás (* 1930)
- augusztus 18. – Lengyel Levente, nemzetközi sakknagymester, mesteredző (* 1933)
- szeptember 6. – Kira Alekszejevna Zvorikina, női nemzetközi nagymester (* 1919)
- szeptember 25. – Hernek István, olimpiai- és világbajnoki ezüstérmes kenus (* 1935)
- szeptember 29. – George Shuba, World Series bajnok amerikai baseballjátékos (* 1924)
- október 3. – Jean-Jacques Marcel, francia válogatott labdarúgó (* 1931)
- október 11. – Carmelo Simeone, argentin válogatott labdarúgó (* 1934)
- november 17. – Ilija Pantelić, Európa-bajnoki ezüstérmes jugoszláv válogatott szerb labdarúgó, edző (* 1942)
- augusztus 27. – Konrád János, olimpiai és Európa-bajnok magyar válogatott vízilabdázó, szövetségi kapitány († 1941)
- december 2. – Jean Béliveau kanadai jégkorongozó, 17-szeres Stanley-kupa-győztes, HHOF-tag (* 1931)